# Settat (província)
Settat é uma província de Marrocos que faz parte da região de Casablanca-Settat. Tem uma área de 7.220 km² e uma população de 634.184 habitantes (em 2014). A sua capital é a cidade de Settat.
A província foi criada em 1967 pelo desmembramento da província de Casablanca. Até a reforma administrativa de 2015 fazia parte da extinta região de Chaouia-Ouardigha.

## Organização administrativa
A província de Settat está dividida em 5 Municípios e 3 círculos (que por sua vez se dividem em 41 comunas).

### Os Municípios
Os municipios são divisões de caracter urbano.
| Municípios  | Área (em km²) | Habitantes (em 2014) |
| ----------- | ------------- | -------------------- |
| Settat      | 54,7          | 142.250              |
| Ben Ahmed   | 3,9           | 33.105               |
| El Borouj   | 11,3          | 19.235               |
| Oulad M'Rah | 7,4           | 8.697                |
| Loulad      | 4,4           | 6.057                |

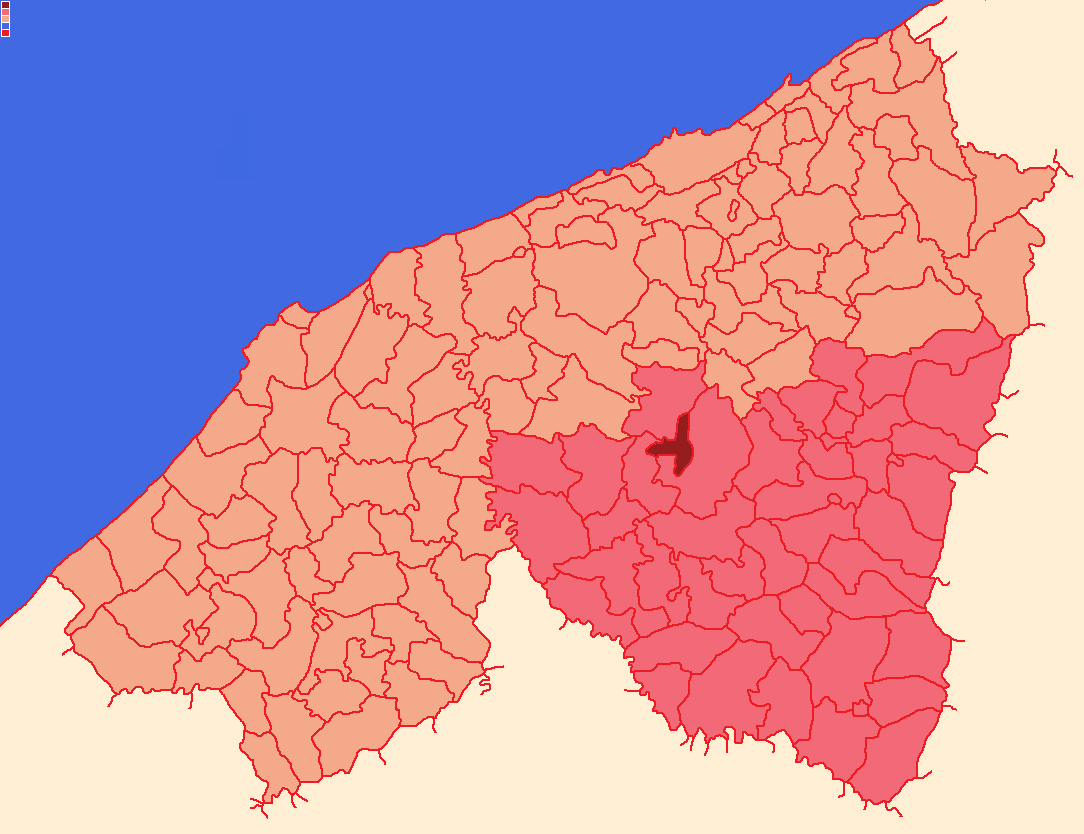
Municipio de Settat
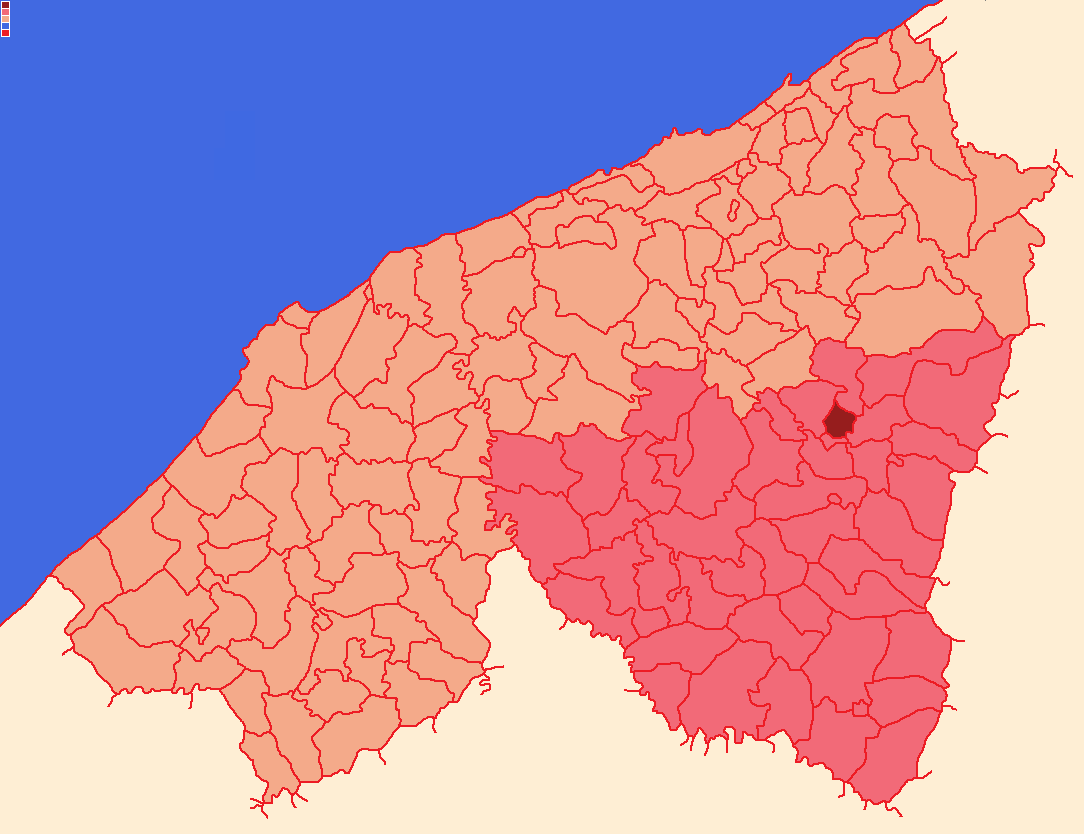
Municipio de Ben Ahmed
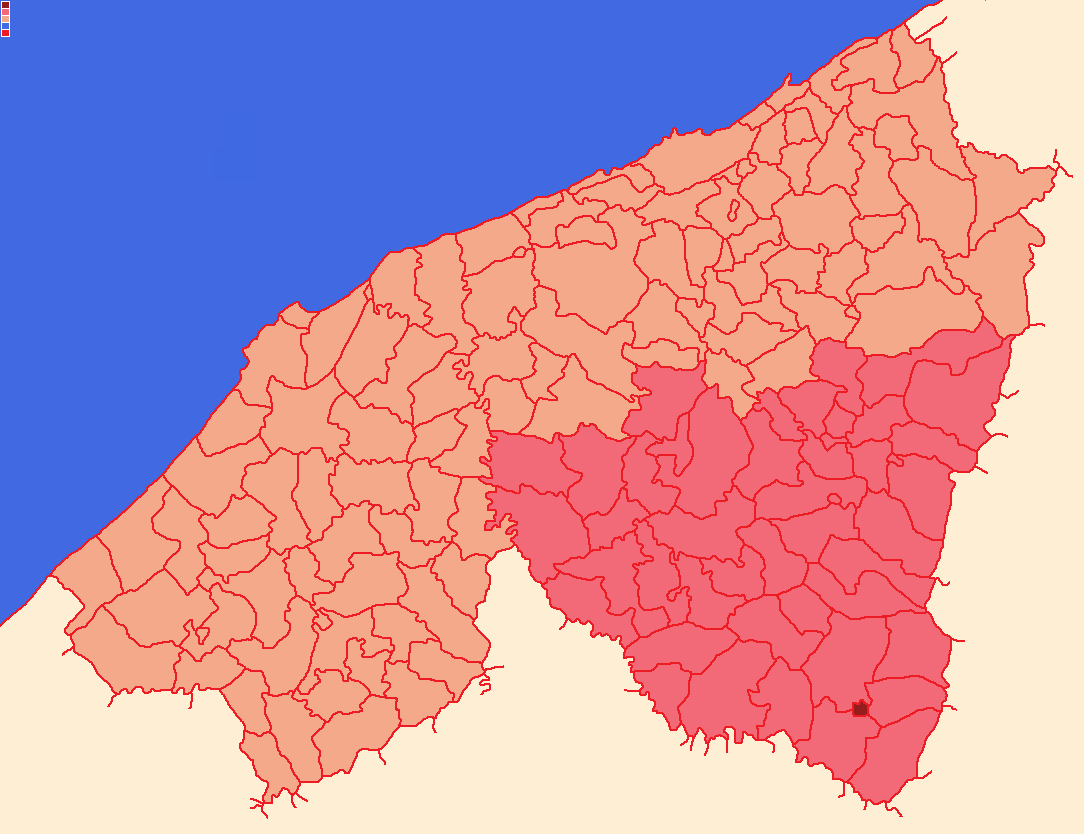
Municipio de El Borouj
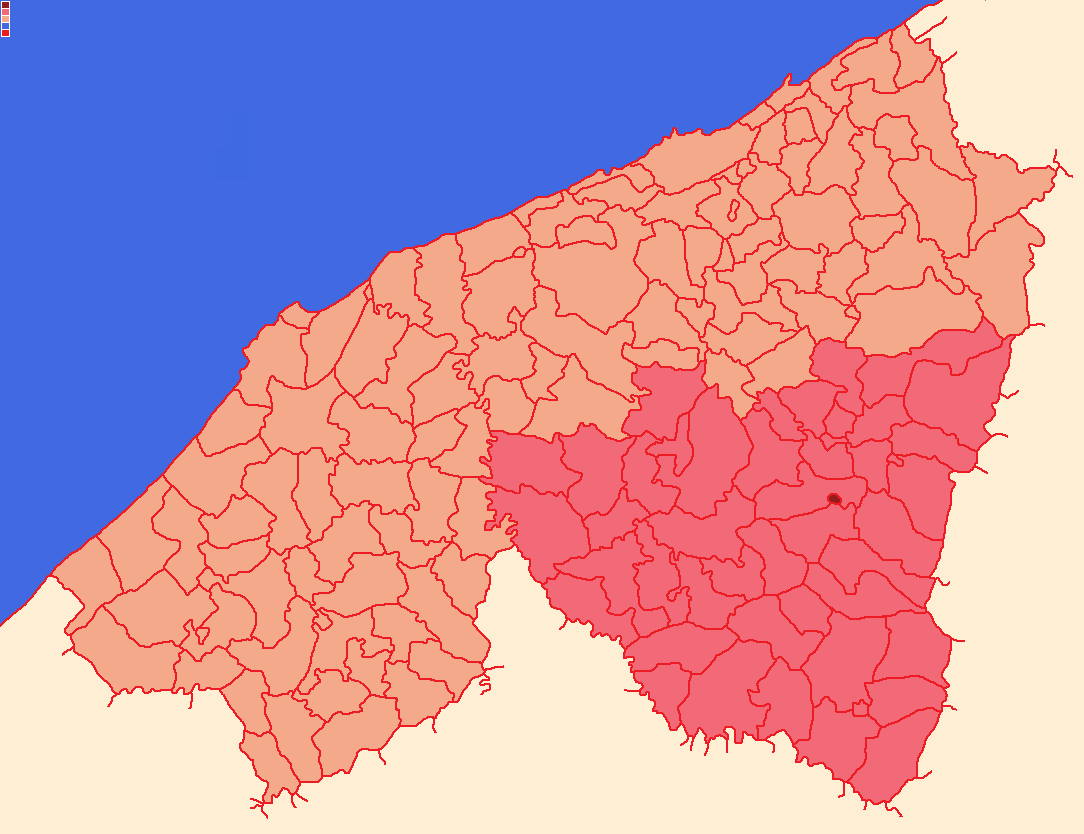
Municipio de Oulad M'Rah
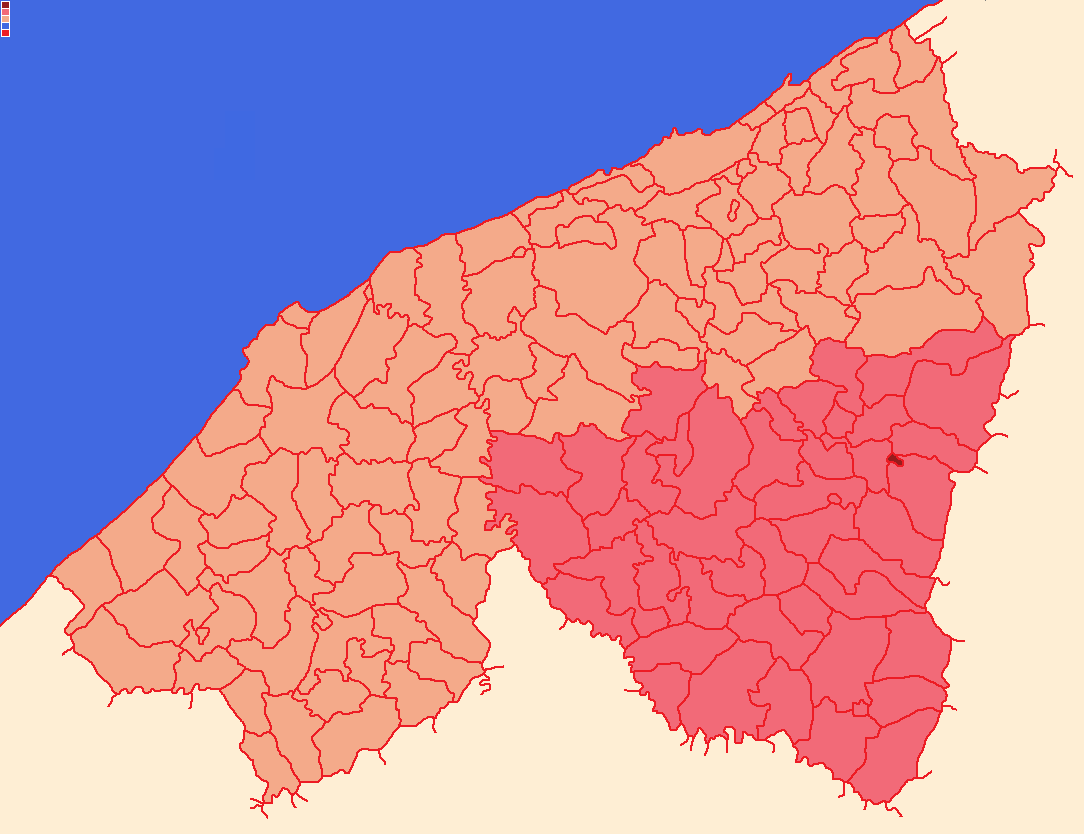
Municipio de Loulad

### Os Círculos
Os círculos são divisões de caracter rural, que por sua vez se dividem em comunas.
| Círculos  | Habitantes (em 2014) | Comunas |
| --------- | -------------------- | --- |
| Ben Ahmed | 173.290              | Ain Dorbane-Lahlaf, Bouguargouh, Lakhzazra, Mniaa, Mrizigue, M'Garto, N'Khila, Oued Naanaa, Oulad Chbana, Oulad Fares, Oulad M'Hamed, Ras El Ain Chaouia, Sgamna, Sidi Abdelkrim, Sidi Dahbi, Sidi Hajjaj. |
| Settat    | 155.318              | Bni Yagrine, Gdana, Guisser, Khemisset Chaouia, Lahouaza, Machraa Ben Abbou, Mzamza Janoubia, Mzoura, Oulad Said, Oulad Sghir, Rima, Sidi El Aidi, Sidi Mohammed Ben Rahal, Toualet                        |
| El Borouj | 96.232               | Ain Blal, Bni Khloug, Dar Chaffai, Laqraqra, Meskoura, Oulad Amer, Oulad Bouali Nouaja, Oulad Fares El Halla, Oulad Freiha, Sidi Ahmed El Khadir, Sidi Boumehdi.                                           |

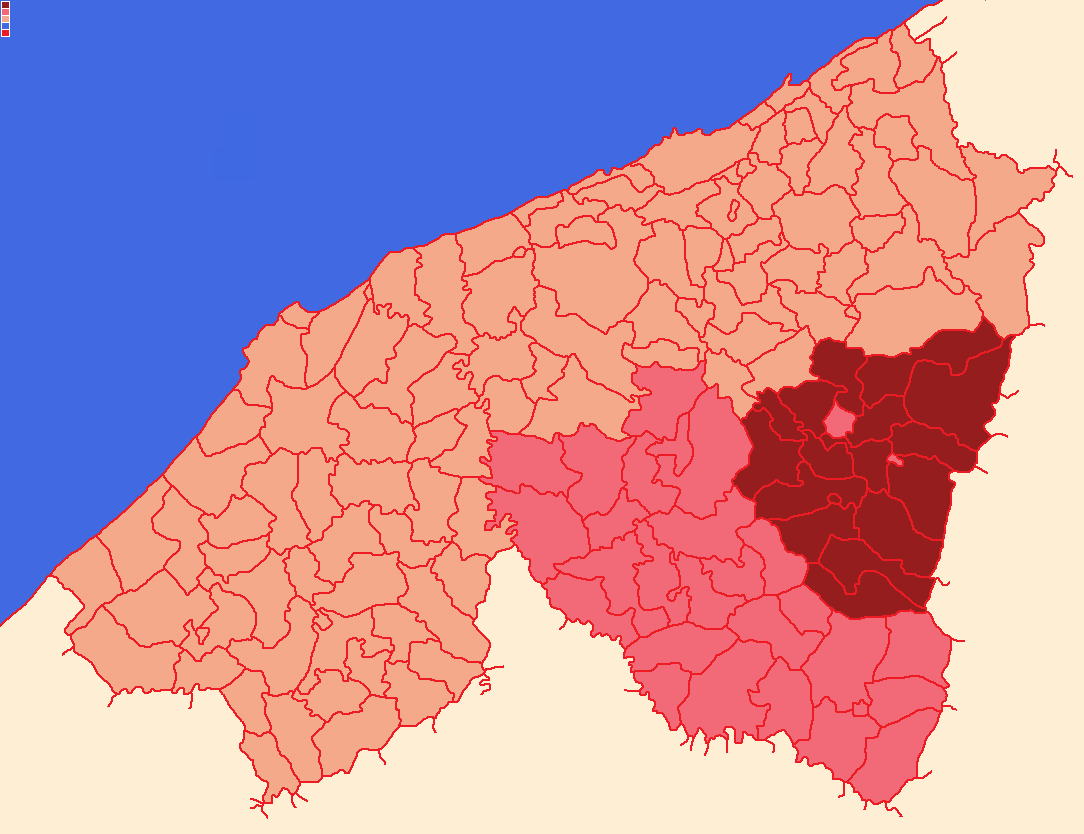
Circulo de Ben Ahmed
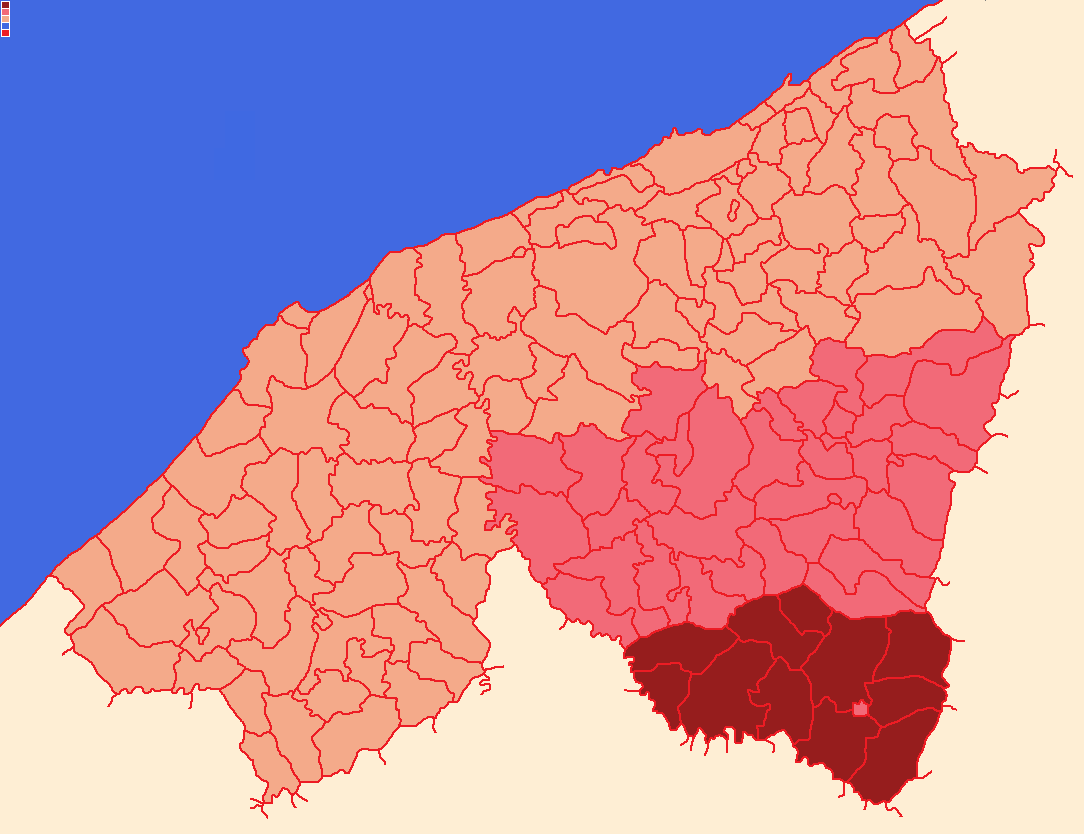
Circulo de El Borouj
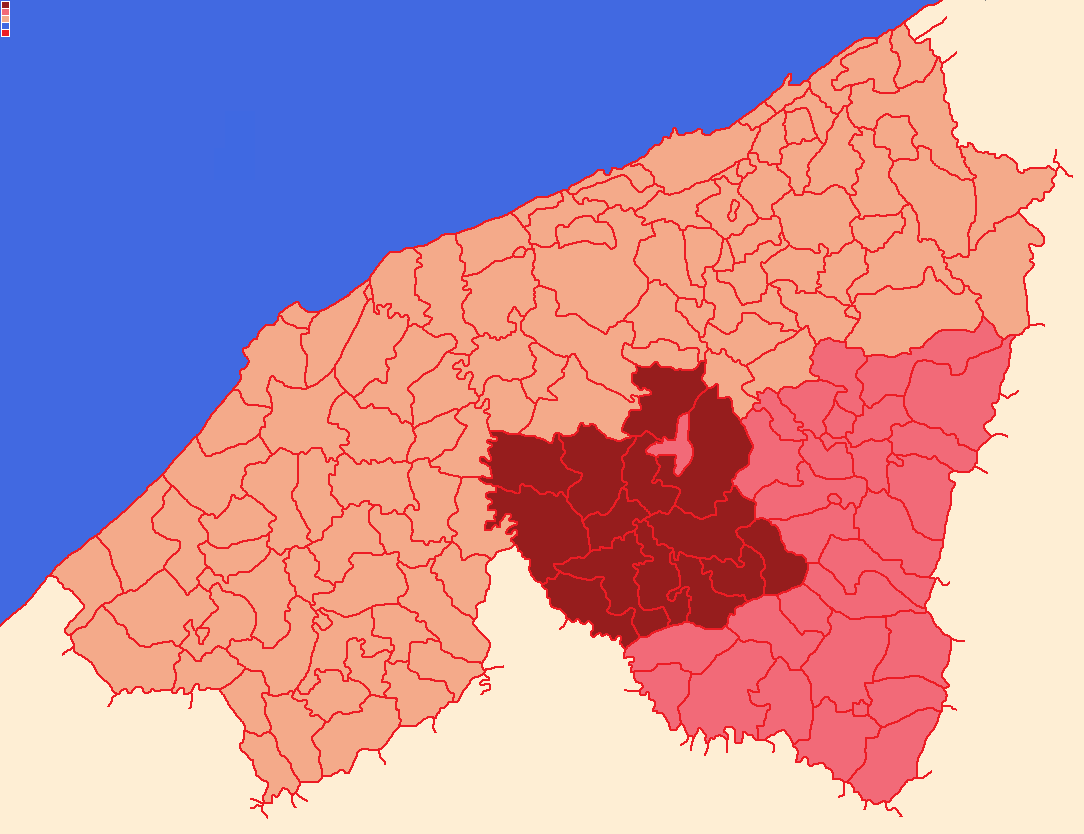
Circulo de Settat

#### As Comunas
As comunas são divisões de carácter rural, que se agrupam em círculos.
| Comuna                  | Círculo   | Área (em km²) | Habitantes (em 2014) |
| ----------------------- | --------- | ------------- | -------------------- |
| Ain Dorbane-Lahlaf      | Ben Ahmed | 109           | 8.120                |
| Bouguargouh             | Ben Ahmed | 102           | 9.539                |
| Lakhzazra               | Ben Ahmed | 150           | 8.582                |
| Mniaa                   | Ben Ahmed | 140           | 11.789               |
| Mrizigue                | Ben Ahmed | 240           | 8.376                |
| M'Garto                 | Ben Ahmed | 143           | 8.514                |
| N'Khila                 | Ben Ahmed | 142           | 12.306               |
| Oued Naanaa             | Ben Ahmed | 106           | 6.991                |
| Oulad Chbana            | Ben Ahmed | 96            | 8.081                |
| Oulad Fares             | Ben Ahmed | 152           | 12.341               |
| Oulad M'Hamed           | Ben Ahmed | 422           | 10.187               |
| Ras El Ain Chaouia      | Ben Ahmed | 120           | 14.747               |
| Sgamna                  | Ben Ahmed | 148           | 10.245               |
| Sidi Abdelkrim          | Ben Ahmed | 119           | 14.037               |
| Sidi Dahbi              | Ben Ahmed | 143           | 8.703                |
| Sidi Hajjaj             | Ben Ahmed | 150           | 20.732               |
| Ain Blal                | El Borouj | 118           | 4.699                |
| Bni Khloug              | El Borouj | 205           | 12.930               |
| Dar Chaffai             | El Borouj | 307           | 17.454               |
| Laqraqra                | El Borouj | 220           | 11.419               |
| Meskoura                | El Borouj | 240           | 7.180                |
| Oulad Amer              | El Borouj | 192           | 6.673                |
| Oulad Bouali Nouaja     | El Borouj | 159           | 6.507                |
| Oulad Fares El Halla    | El Borouj | 121           | 3.021                |
| Oulad Freiha            | El Borouj | 147           | 11.581               |
| Sidi Ahmed El Khadir    | El Borouj | 240           | 9.687                |
| Sidi Boumehdi           | El Borouj | 120           | 5.081                |
| Bni Yagrine             | Settat    | 125           | 13.031               |
| Gdana                   | Settat    | 194           | 9.084                |
| Guisser                 | Settat    | 125           | 12.289               |
| Khemisset Chaouia       | Settat    | 160           | 5.527                |
| Lahouaza                | Settat    | 150           | 7.394                |
| Machraa Ben Abbou       | Settat    | 125           | 9.355                |
| Mzamza Janoubia         | Settat    | 358           | 20.802               |
| Mzoura                  | Settat    | 240           | 9.525                |
| Oulad Said              | Settat    | 200           | 9.271                |
| Oulad Sghir             | Settat    | 175           | 13.866               |
| Rima                    | Settat    | 120           | 8.949                |
| Sidi El Aidi            | Settat    | 135           | 13.839               |
| Sidi Mohammed Ben Rahal | Settat    | 220           | 10.410               |
| Toualet                 | Settat    | 170           | 11.976               |

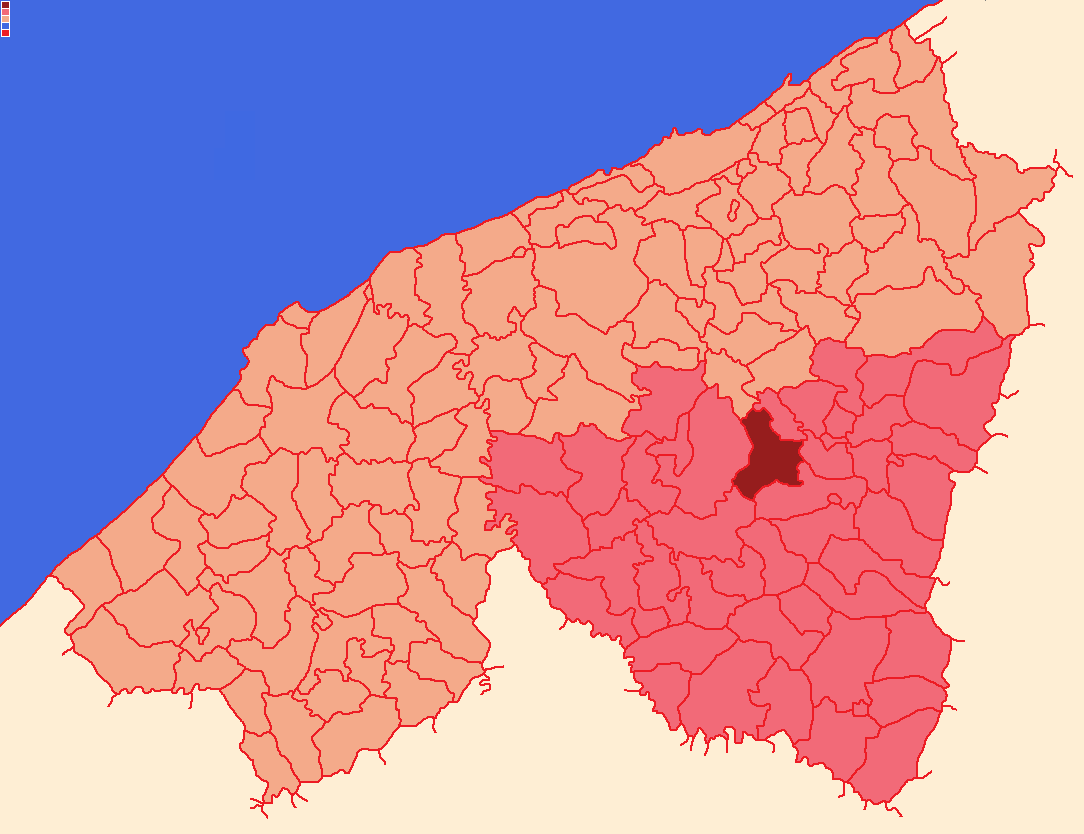
Comuna de Ras El Ain Chaouia
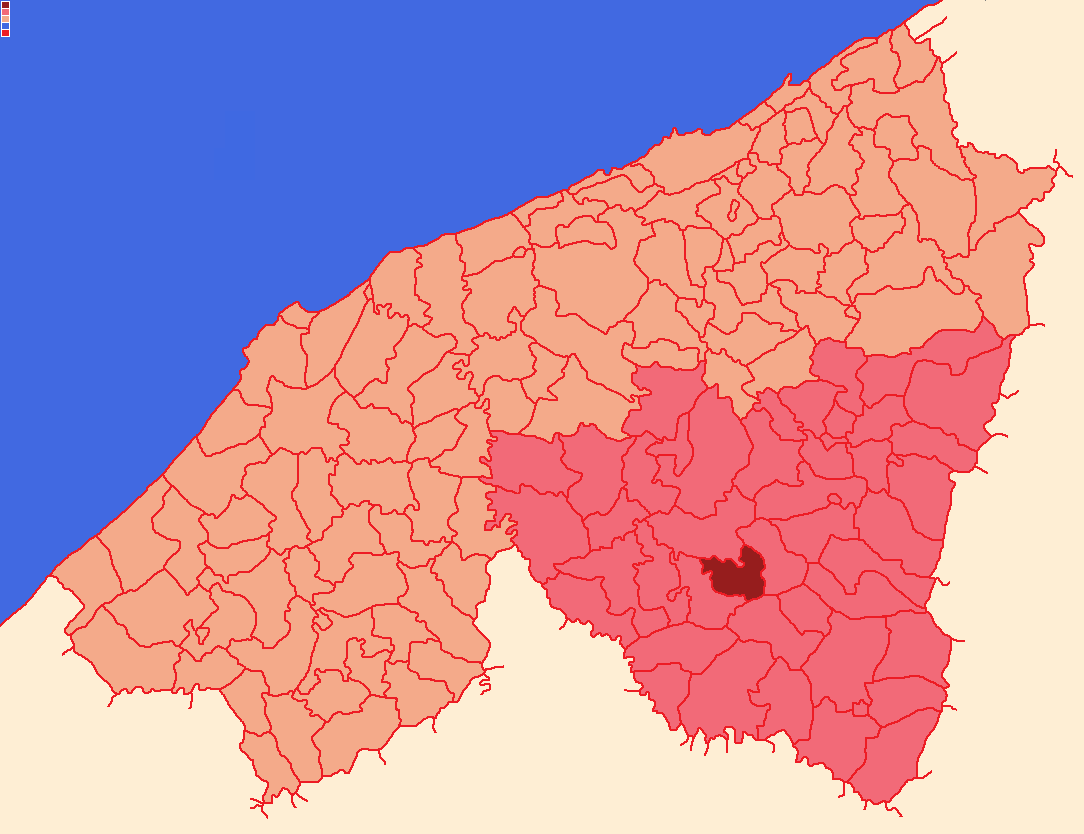
Comuna de Guisser
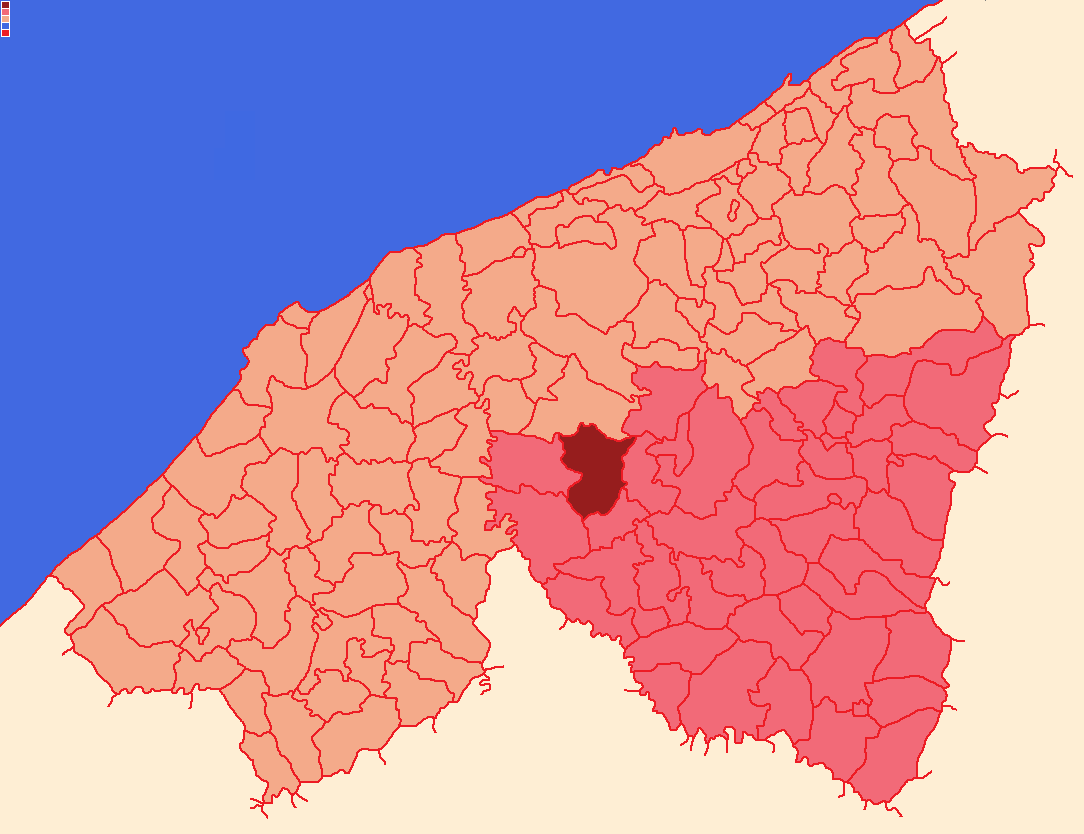
Comuna de Oulad Said

##### Principais povoações nas comunas
As principais povoações nas comunas são:
| Povoação    | Comuna             | Habitantes (em 2014) |
| ----------- | ------------------ | -------------------- |
| Ras E l Ain | Ras El Ain Chaouia | 3.614                |
| Guisser     | Guisser            | 2.471                |
| Oulad Said  | Oulad Said         | 2.205                |